# Scheibenbarsch

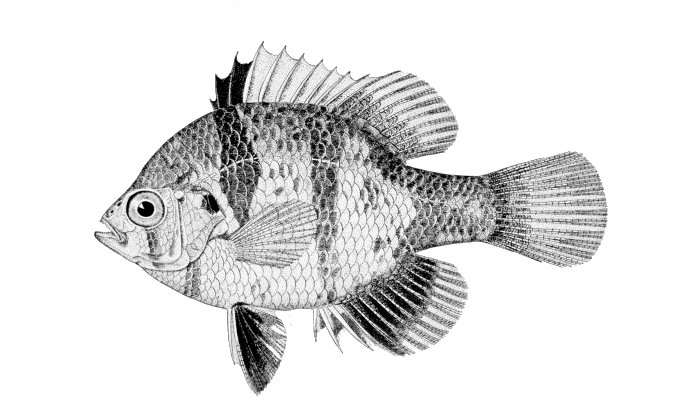
Zeichnung des Scheibenbarschs

Der Scheibenbarsch (Enneacanthus chaetodon, Syn.: Mesogonistius chaetodon, Pomotis chaetodon) ist ein Süßwasserzierfisch aus der Familie der Sonnenbarsche (Centrarchidae). Sein wissenschaftlicher Artenname ist vom griechischen ennea = „neun“ und canthos = „Stachel“ abgeleitet worden und bezieht sich auf die neun Hartstrahlen der zweigeteilten Rückenflosse.

## Körperbau und Färbung
Der Körper ist kurz, in der freien Natur bis 10 Zentimeter, hoch und wirkt seitlich zusammengedrückt. Er ist graugelb mit mehr oder weniger deutlichen dunkelbraunen bis schwarzen, unregelmäßig begrenzten, breiten Querbinden und braunen Flecken.
Die beiden ersten Flossenstrahlen der Rückenflosse sind tiefschwarz, die beiden folgenden orange. Die Bauchflossen sind ähnlich gefärbt. Die restlichen Flossen sind farblos mit dunklen Strich- und Punktzeichnungen auf den Flossenstrahlen. 
In der Laichzeit sind die Farben der Weibchen kräftiger.

## Herkunft
Scheibenbarsche stammen ursprünglich aus den südlichen bis mittleren US-Staaten, sind aber mittlerweile durch verbreitete Auswilderungen auch in anderen Teilen des Landes zu finden.

## Fortpflanzung
Dieser für Sonnenbarsche recht klein bleibende Fisch benötigt zu seiner Fortpflanzung nicht so viel Platz wie die größeren Arten dieser Familie (z. B. der Gemeine Sonnenbarsch Lepomis gibbosus). Er benötigt lediglich ein kleines Nest aus Pflanzenresten von ungefähr 10 cm Größe, in das das Weibchen die Eier ablegen kann. Hierbei nähert sich ein Paar dieser Tiere eng umschlungen dem Nest und vollführt einen imposanten Laichtanz. Das Männchen, das in einem intensiven Schwarz-weiß leuchtet, stubst das Weibchen an seiner Afterregion immer wieder an. Daraufhin werden die Eier in krampfartigen Schüben abgelegt, pro Laichakt ca. 300 Stück. Das Weibchen wird dann verjagt, da es seine Aufgabe erfüllt hat, das Männchen übernimmt anschließend die Bewachung der Brut. Es sorgt dafür, dass keine Fressfeinde sich an den Eiern vergreifen und fächelt diesen immer wieder frischen Sauerstoff zu, sodass sich die Eier besser entwickeln können. Nach zwei bis drei Tagen schlüpfen nun die Jungen.

## Aquaristik
Der Scheibenbarsch wird in der Aquaristik in sogenannten Kaltwasseraquarien gepflegt. Das Aquarium sollte bepflanzt sein und neben einem weichen Bodengrund auch Steine und Wurzeln enthalten. Dies nutzen die Tiere, um im Becken Reviere abzugrenzen und sich zu verstecken. Der Scheibenbarsch gilt allerdings als anspruchsvoll in der Fütterung. Trockenfutter nimmt er meist nicht an, er muss mit Lebendfutter versorgt werden.